# فرودگاه تنزینگ–هیلاری
فرودگاه تنزینگ-هیلاری (به انگلیسی: Tenzing-Hillary Airport) یک فرودگاه همگانی با کد یاتا LUA است که یک باند فرود آسفالت دارد و طول باند آن ۴۶۰ متر است. این فرودگاه در کشور نپال قرار دارد و در ارتفاع ۲۸۶۰ متری از سطح دریا واقع شده است.

## نگارخانه

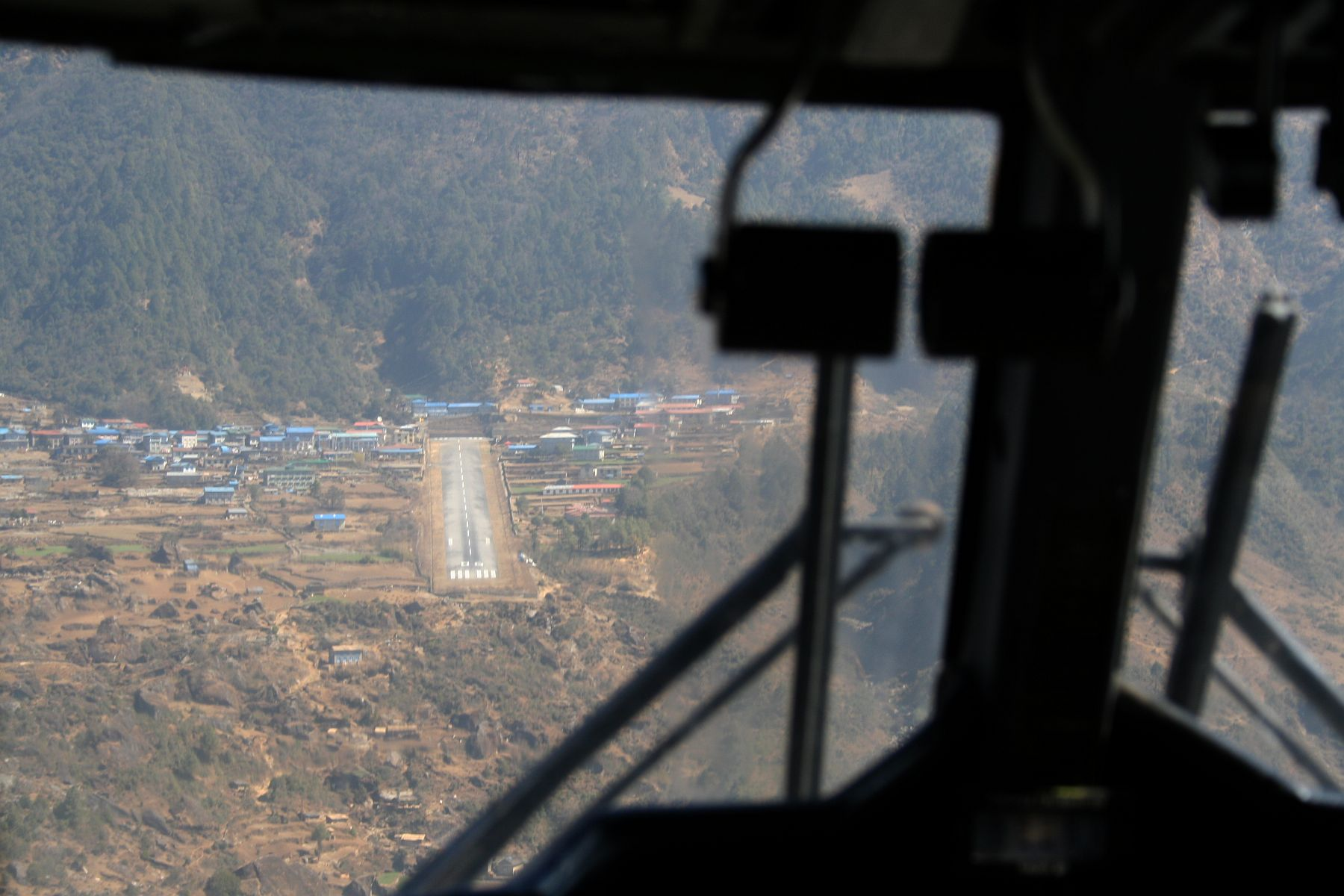
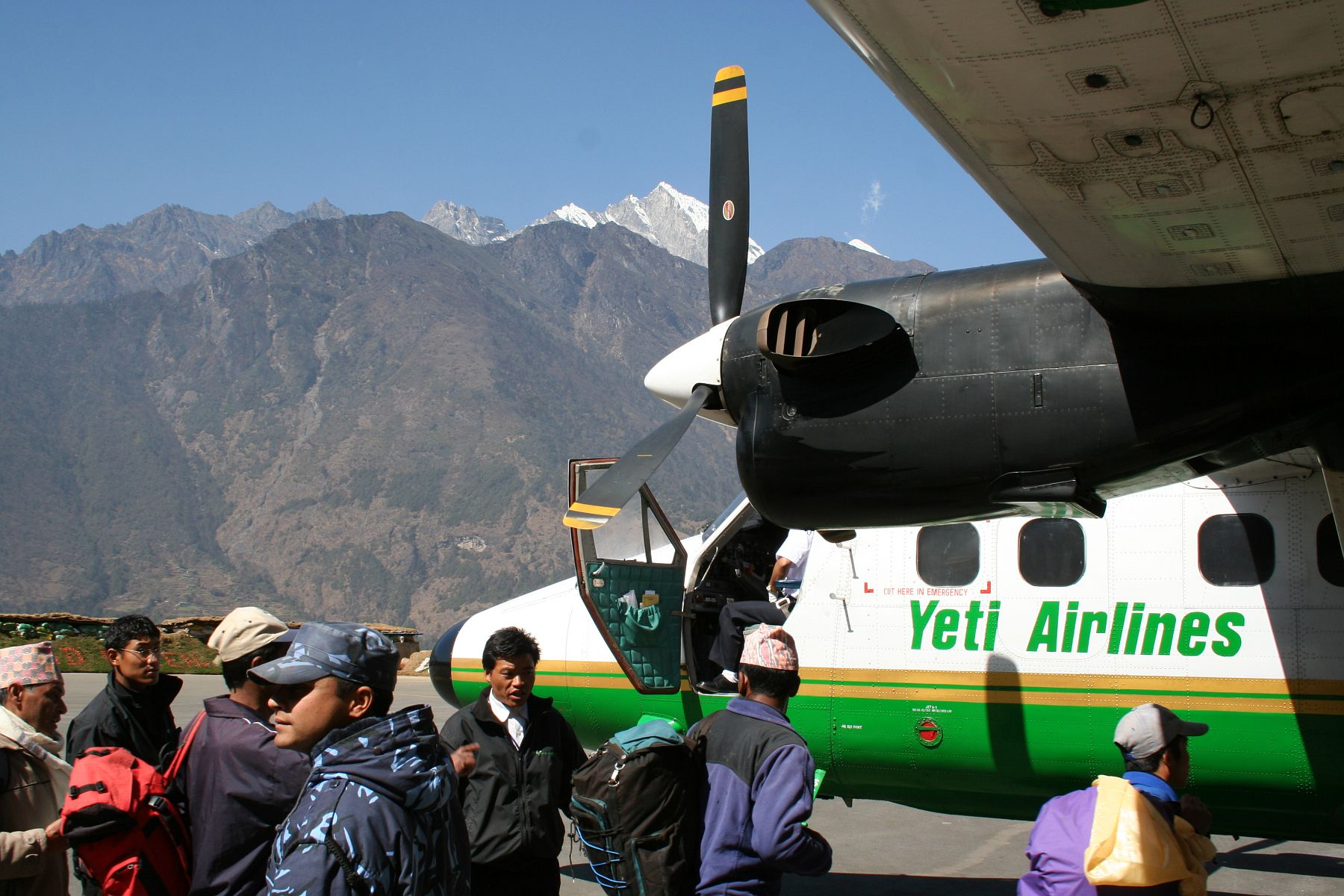
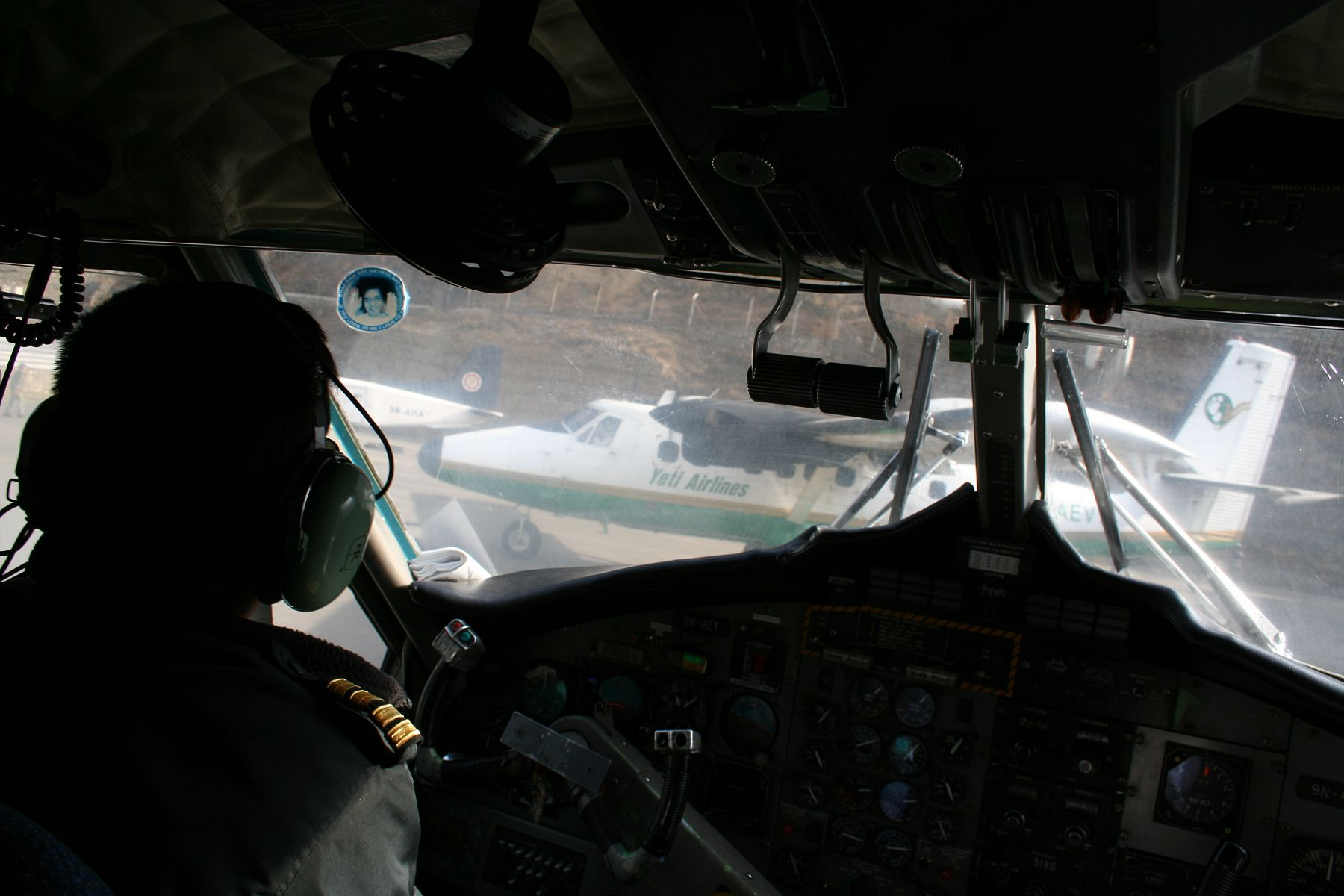
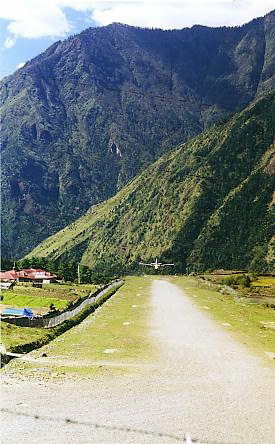
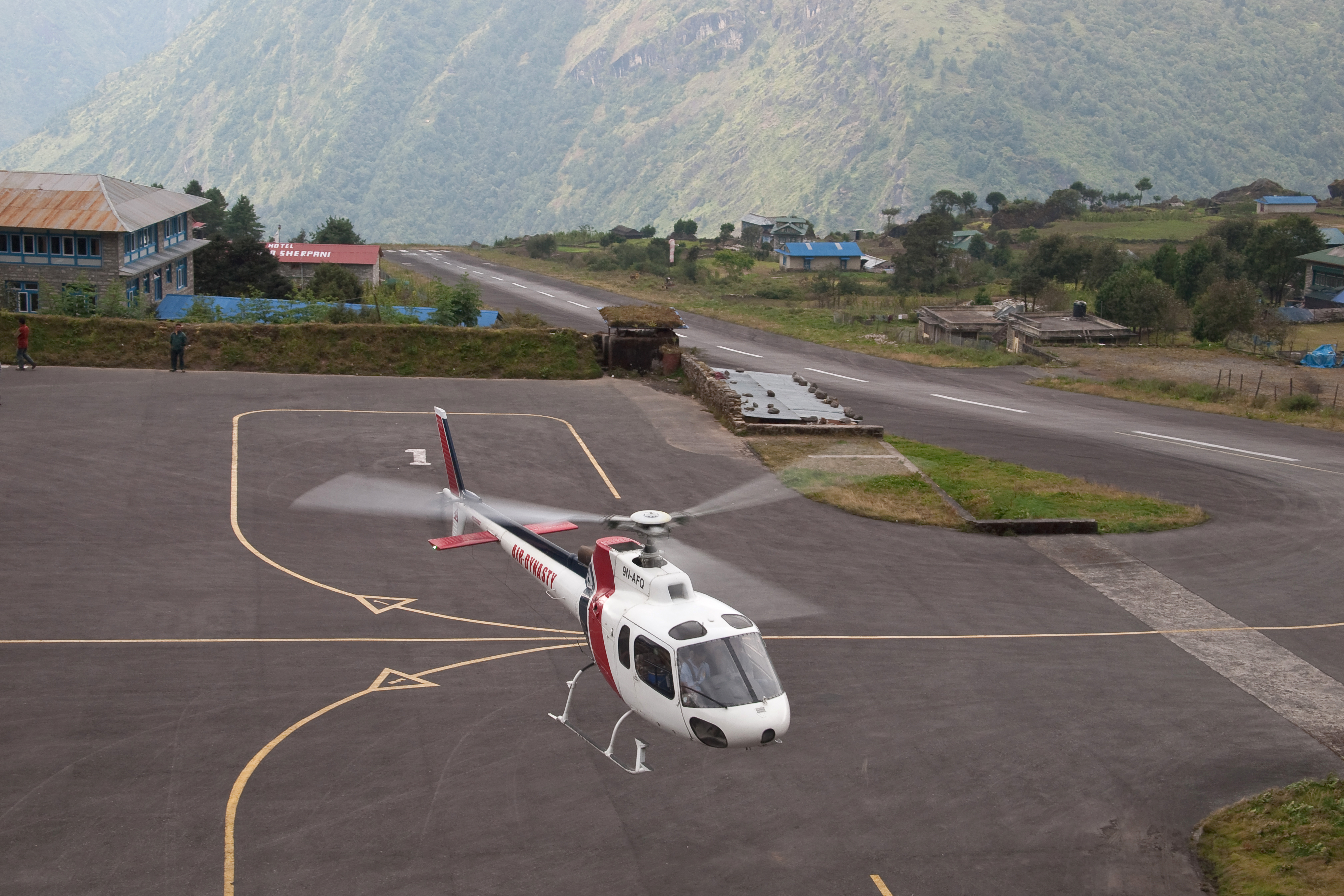
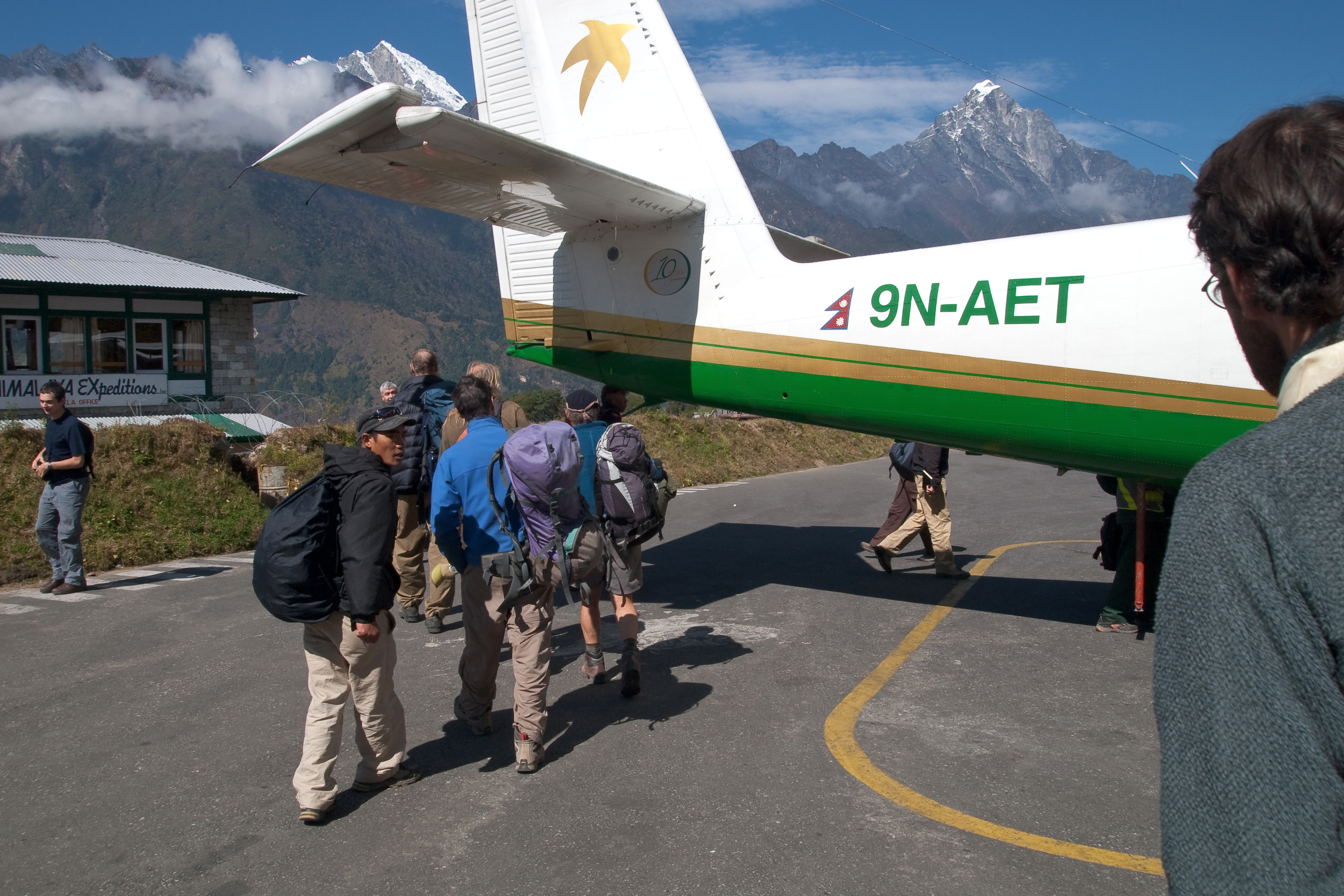